# Кирилло-Белозерская церковь в Рощенье
Кири́лло-Белозе́рская це́рковь в Ро́щенье (Кирилло-Рощенская церковь, Церковь во имя Кирилла Белозерского в Рощенье) — бывшая православная церковь в Вологде, построенная в 1780 году. Значительно разрушенные и перестроенные в XX веке остатки здания находятся на производственной территории по адресу Советский проспект, 37. Является памятником архитектуры, категория охраны — федеральная.

## История
Точная дата постройки и архитектор неизвестны. В клировых ведомостях постройка церкви относится к середине XVII века, что подтверждается архитектурными особенностями алтарной части храма и колокольни. Освящена во имя преподобного Кирилла Белозерского.
В конце XVIII века (после 1780 года) церковь была сильно перестроена (появились большая трапезная с двумя маленькими главками и двухэтажный корпус, вобравший основание колокольни, в связи с чем церковь часто датируется концом XVIII века.
30 декабря 1866 года церковь горела, в тёплом и холодном храме были утрачены иконостасы, стенная роспись, церковная утварь. После пожара богослужения в церкви на некоторое время прекратились.
В 1926 году после закрытия Спасо-Всеградского собора в церковь была перенесена чудотворная икона Всемилостивого Спаса (или список с неё), написанная местным иконописцем обыденно 23 октября 1654 года для обыденной Всеградской Спасской церкви во избавление Вологды от эпидемии чумы. В конце того же года икона была передана в музей.
Церковь была закрыта 9 февраля 1928 года. С 1929 года в её здании помещались мастерские, созданные для безработных — переплётная, кулечная и игрушечная, а затем Вологодская обойная фабрика. Колокольня и глава были сломаны, на месте колокольни вплотную к бывшей трапезной пристроен корпус фабрики.

## Описание
До частичного разрушения и перестроек XX века — большой кирпичный храм на подклете. Основной объём храма — одноглавый двусветный продолговатый четверик. С запада к храму примыкала обширная трапезная и шатровая колокольня. Имелись приделы Космодамианский, Собора Иоанна Предтечи, Варваринский и преподобного Павла Препростого.
Продолговатый четверик оригинально обработан поверху рядом маленьких закомар (декоративных, ибо они уже не перекрыты посводно), стены четверика убраны пилястрами, хорошие наличники окон еще в русском стиле (типа наличников церкви Иоанна Предтечи и др.). Купол — барочных форм (сильно изогнутый), а главка на нем хорошо связана по пропорциям с остальными массами.
Колокольня, судя по её уцелевшей и выглядывающей из-за крыш нового двухэтажного корпуса части, была очень стройной и едва ли не лучше колокольни Фрязиновской церкви. Узкий длинный (3-4 этажа высотой) восьмигранный стержень заканчивается звоном, довольно бедно обработанным, а на этом основании поставлен шатер — небольших размеров, но отличных пропорций, с четырьмя рядами слуховых окон. Если бы не эти позднейшие застройки — Кирилло-Рощенская церковь была бы одной из лучших и типичных в городе.«Вологда в её старине», Г. К. Лукомский